# Dichloormethaan
Dichloormethaan of methyleenchloride is een organische verbinding die hoofdzakelijk als oplosmiddel gebruikt wordt. Het is een kleurloze en vluchtige vloeistof met een matig zoete en soms onaangename geur. Dichloormethaan is slecht oplosbaar in water, maar goed mengbaar met de meeste organische oplosmiddelen.
Dichloormethaan werd voor het eerst bereid in 1840 door de Franse scheikundige Henri Victor Regnault, die het isoleerde uit een mengsel van chloormethaan en dichloor dat blootgesteld was geweest aan zonlicht.

## Synthese
Dichloormethaan wordt industrieel geproduceerd door methaan met chloorgas te laten reageren bij 400-500 °C. Dit proces verloopt in enkele radicalaire reactiestappen:
{\displaystyle \mathrm {CH_{4}\ +\ Cl_{2}\longrightarrow \ CH_{3}Cl\ +\ HCl} }
{\displaystyle \mathrm {CH_{3}Cl\ +\ Cl_{2}\longrightarrow \ CH_{2}Cl_{2}\ +\ HCl} }
{\displaystyle \mathrm {CH_{2}Cl_{2}\ +\ Cl_{2}\longrightarrow \ CHCl_{3}\ +\ HCl} }
{\displaystyle \mathrm {CHCl_{3}\ +\ Cl_{2}\longrightarrow \ CCl_{4}\ +\ HCl} }
Het resultaat van deze processen is een mengsel van chloormethaan, dichloormethaan, chloroform en tetrachloormethaan. Dat mengsel wordt gescheiden door middel van destillatie.

## Toepassingen
De vluchtigheid van dichloormethaan en zijn vermogen om als oplosmiddel voor een grote verscheidenheid aan verbindingen, maken het tot een ideaal oplosmiddel in de organische synthese. De bekendste toepassing is als verfafbijtmiddel en als ontvettingsmiddel. In de levensmiddelenindustrie wordt het gebruikt om cafeïnevrije koffie te maken of extracten van kruiden, bijvoorbeeld hop. Tijdens transport kunnen aardbeien of graan met dichloormethaan begast worden. De verbinding werkt dan (door verdrijven van zuurstof) als pesticide.
Zijn vluchtigheid vormt eveneens de basis voor het gebruik als drijfgas in spuitbussen. In PUR wordt het gebruikt om het volume van de schuimmassa te vergroten. Dichloormethaan werd ook gebruikt als werkende stof in het drinkend vogeltje, een soort speelgoed.
Een andere toepassing is om het te gebruiken als "lijmmiddel", dichloormethaan of methyleenchloride lost ook perspex op. Zo kan er door middel van een paar druppels twee delen perspex haaks aan elkaar vastgemaakt worden, dit wordt onder andere toegepast in de industriële maquettebouw op professioneel gebied.
In lampen wordt het soms toegepast. In een gesloten systeem dat van onderen verlicht wordt, bewegen steeds gekleurde bellen. In een doorzichtige cilinder zitten twee niet-mengbare vloeistoffen, bovendien zijn kleurstoffen toegevoegd die slechts in een van de twee vloeistoffen oplossen. De dichtheid van de vloeistoffen verschilt weinig. De vloeistof met de grootste dichtheid bevindt zich onder in de cilinder. De lamp verwarmt aan de onderzijde de vloeistoffen waardoor plaatselijk de temperatuur stijgt en uitzetting volgt. Bij uitzetten daalt de dichtheid, waardoor de warme vloeistof gaat drijven in de koudere eigen vloeistof en ook in de andere vloeistof. Na een tijdje koelt de bel warme vloeistof af, zijn dichtheid wordt weer groter en de bel vloeistof zakt weer omlaag. Dit soort lampen is als sfeerverlichting in trek. In de jaren 40 van de 20e eeuw werden door Wurlitzer bubbler-jukeboxen gebouwd. De glazen cilinders waren tot 75 cm lang. Weerstanden zorgden voor de verwarming. Met behulp van kiezels in de cilinders werd de grootte van de bellen geregeld. In reproducties van dergelijke jukeboxen wordt nog steeds van dezelfde techniek gebruikgemaakt.
Omdat het gebruik mogelijk en in ieder geval de bereiding van dichloormethaan gezondheidsrisico's met zich meebrengt wordt naar alternatieven gezocht voor veel van deze toepassingen.

## Toxicologie en veiligheid
Dichloormethaan is de minst giftige van de eenvoudige chloorkoolwaterstoffen, wat niet wil zeggen dat er geen gezondheidsrisico's aan verbonden zijn. Bij chronische blootstelling kan het een carcinogene werking hebben. Bij dieren is de relatie aangetoond tussen blootstelling en kanker in longen, lever en alvleesklier, maar er is geen relatie met kanker aangetoond bij de mens. Dichloormethaan lijkt niet schadelijker te zijn voor de ontwikkelende foetus dan voor de volwassen mens. Dierproeven bij zwangere dieren hebben geen geboorteafwijkingen of andere ontwikkelingsstoornissen aangetoond. Zoals de meeste organische oplosmiddelen, kan dichloormethaan de foetus bereiken via de placenta. Het kan aan de zuigeling worden overgedragen via de moedermelk. Zwangere en borstvoedende vrouwen zullen bijgevolg best blootstelling aan dichloormethaan vermijden.
Bij kortdurig huidcontact zal dichloormethaan een deel van het huidvet oplossen en aanleiding geven tot huidirritatie en mogelijk brandblaren of oppervlakkige brandwonden.
In de meeste landen moeten producten die dichloormethaan bevatten voorzien zijn van labels die waarschuwen voor de gezondheidsrisico's van de verbinding.

### Mogelijk verbod op gebruik als afbijtmiddel
Op 14 februari 2008 nam de Europese Commissie een voorstel van beschikking aan, om de verkoop en het gebruik van dichloormethaan in verfafbijtmiddelen voor consumenten en sommige professionals te verbieden. Dit vanwege de toxische effecten op het centraal zenuwstelsel, van de hoge concentraties aan dichloormethaandampen waaraan men kan worden blootgesteld bij onvoldoende ventilatie of ontoereikende persoonlijke beschermingsmiddelen.
Alternatieven voor deze verfafbijtmiddelen zijn mechanische (afschuren) of thermische (pyrolytische) verwijdering, of het gebruik van minder gevaarlijke chemische producten.